# IC 4698
IC 4698 ist eine Spiralgalaxie vom Hubble-Typ Sbc im Sternbild Pfau am Südsternhimmel. Sie ist schätzungsweise 201 Millionen Lichtjahre von der Milchstraße entfernt und hat einen Durchmesser von etwa 80.000 Lichtjahren.
Das Objekt wurde am 20. Juli 1901 von DeLisle Stewart entdeckt.